# Templo de Kun Iam Tong

ingang van het complex

tempel

Templo de Kun Iam Tong of Kun Iam Tong is het grootste chanklooster en een van de grootste boeddhistische tempels van Macau. De tempel is het oudste boeddhistische gebouw van deze speciale bestuurlijke regio en staat op het schiereiland Macau. Het heeft de kenmerken van de Zuid-Chinese architectuur tijdens de Ming- en Qing-dynastie. De leermeester van het klooster is Shiliandashan/石濂大汕 (1633-1705).
Het tempelcomplex bestaat uit:
- Mahavirahal
- Langlevende boeddhahal
- Guanyinhal

Het complex bevat veel culturele schatten zoals rolschilderijen met Chinese kalligrafie. Waarvan een paar van beroemde kunstenaars zoals Guan Shanyue zijn.

## Geschiedenis
De tempel werd oorspronkelijk in 13e eeuw, ten tijde van de Yuan-dynastie gesticht ter aanbidding van Kun Iam, godin van troost en genade. Het huidige complex werd in 1627, tijdens de Ming-dynastie gebouwd, zoals een rechthoekige steen in het complex vermeldt. Het complex is meerdere malen gerenoveerd en herbouwd. In 1844 werd in de tempel een verdrag gesloten tussen China en Amerika, het verdrag van Wanghia. China moest onder dwang havens openstellen voor handel.